# 巴爾姆峰
46°25′30″N 7°41′37″E / 46.42500°N 7.69361°E

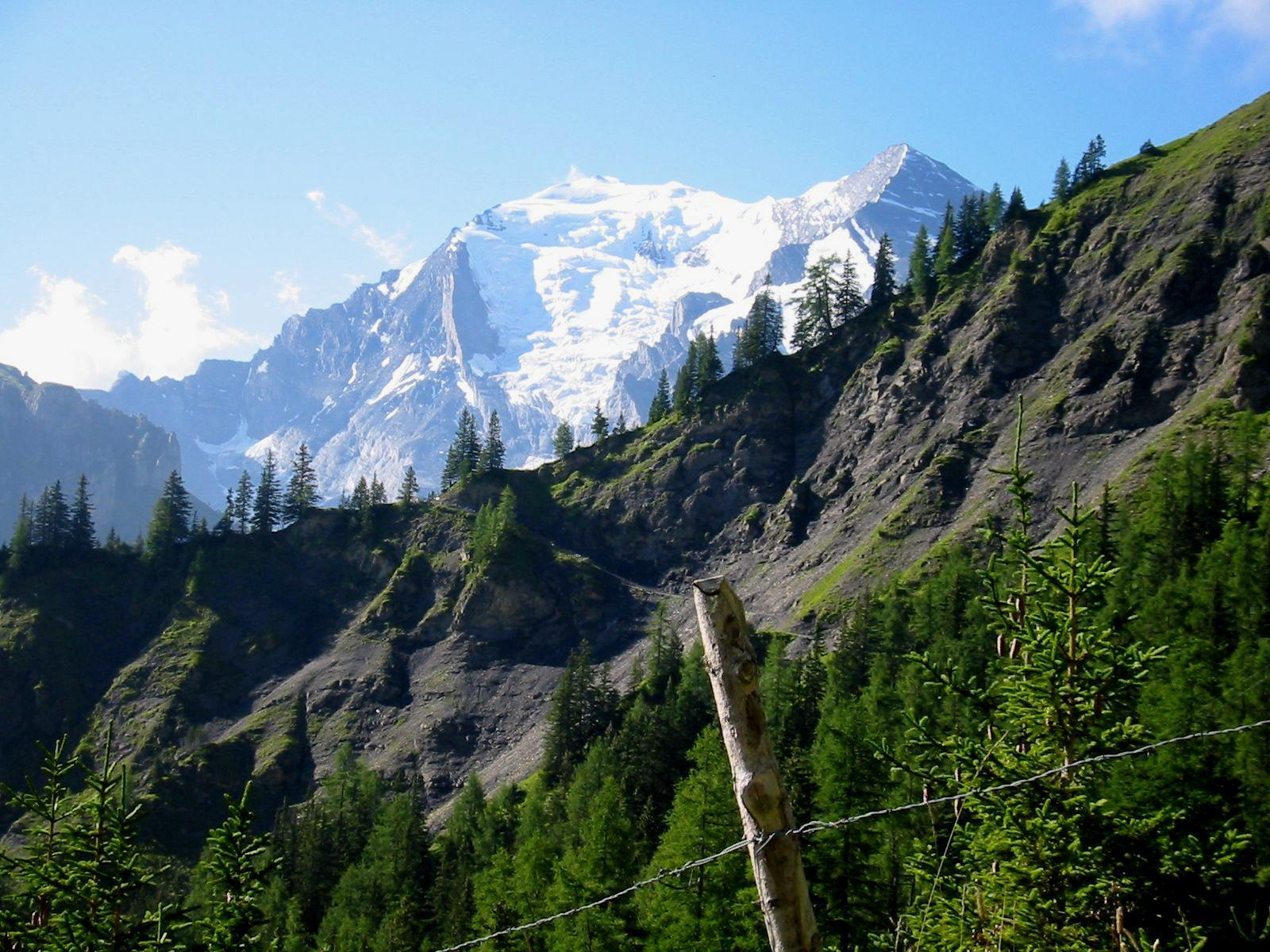

巴爾姆峰（德語：Balmhorn）是瑞士伯恩州和瓦萊州的山峰，位於該國南部，屬於伯尔尼山的一部分，海拔高度3,698米，人類在1864年7月21日首次登頂。